# The Best of Infa.Red & Cross
The Best of Infa.Red & Cross – pierwszy mixtape hip-hopowego duetu Infa.Red & Cross wydany w 2004 roku przez Jadakissa i Big Mike’a.

## Lista utworów
1. "Intro" (Big Mike & Jadakiss)
2. "Interlude" (Infa.Red & Cross)
3. "C.E.O Ruff Ryders (Interlude)" (Dee)
4. "We Done Did That" (ft. Styles P)
5. "Slow Jams (Remix)"
6. "I Don’t Wantcha"
7. "Fresstyle"
8. "Pumpas (Skit)"
9. "Serve The Crowd"
10. "Freestyle"
11. "Interlude" (Jadakiss)
12. "Do Ya Thing" (ft. Jadakiss)
13. "Freestyle"
14. "Rap Shit"
15. "Freestyle"
16. "Interlude" (Jadakiss)
17. "Ryder Luv"
18. "Freestyle"
19. "Street Team" (ft. Drag-On)
20. "C.E.O Ruff Ryders (Interlude)" (Dee)
21. "Do What You Gotta Do"
22. "Freestyle"
23. "Da Ryde Iz Ruff"
24. "Freestyle"
25. "Stick Up (Skit)"
26. "Two Eleven"
27. "Untouchables" (ft. DMX, Sheek Louch & Drag-On)
28. "AKA The General (General)" (Dee)
29. "Interlude" (Infa.Red & Cross)
30. "Interlude" (Jadakiss)
31. "Final Words (Outro)" (Infa.Red & Cross)